# Matayba ptariana
Matayba ptariana är en kinesträdsväxtart. Matayba ptariana ingår i släktet Matayba och familjen kinesträdsväxter.

## Underarter
Arten delas in i följande underarter:
- M. p. guaiquinimae
- M. p. ptariana